# Dvin
Dvin (en armenio: Դվին; en griego: Δουσιος, Τισιον) era una gran ciudad comercial, la capital de Armenia en la Alta Edad Media. Sus ruinas están situadas en la provincia de Ararat, cerca del pueblo del mismo nombre.

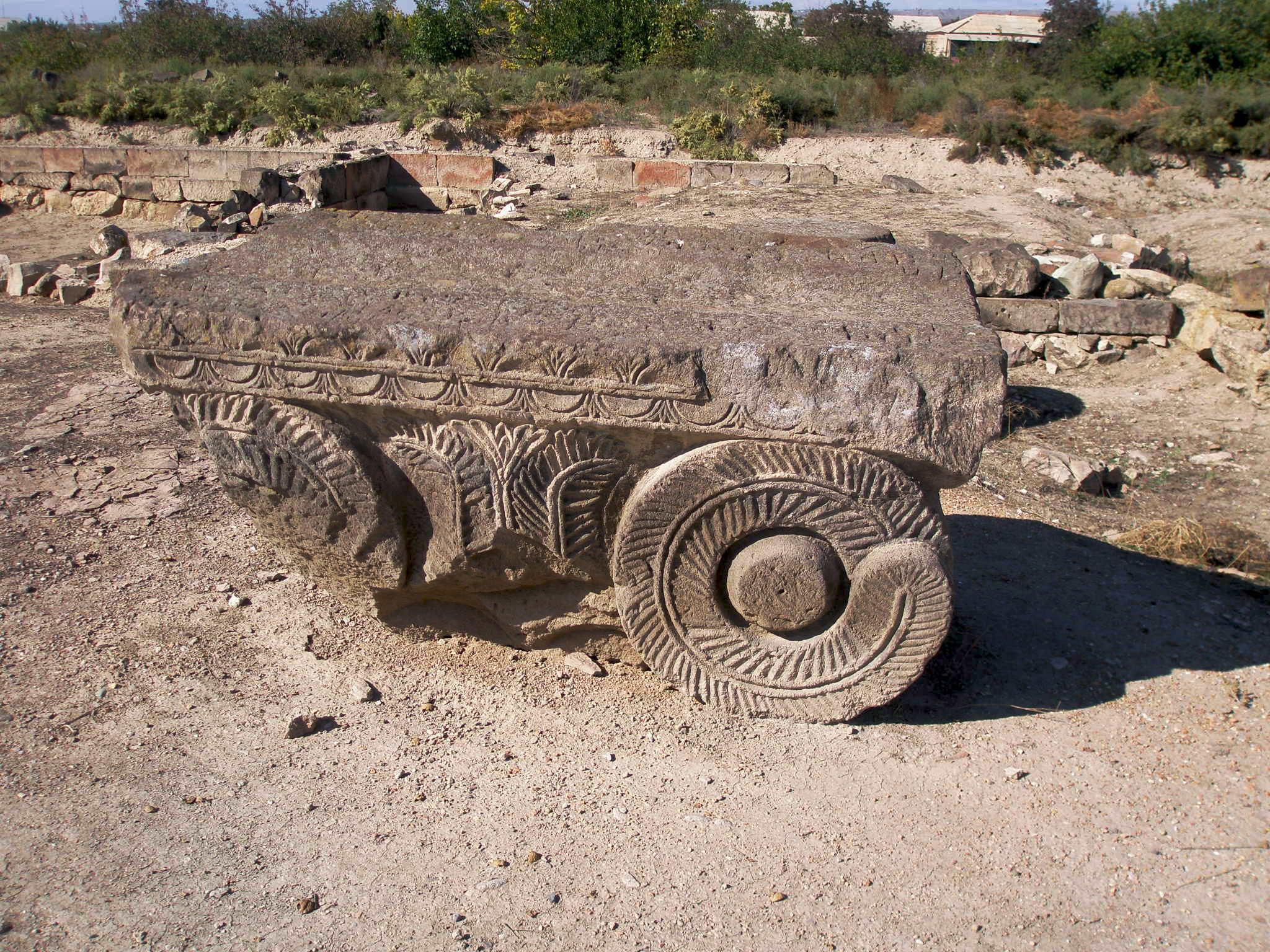
Dvin

Fue construida en 335 por Cosroes III de Armenia, sobre las ruinas de un antiguo asentamiento y fortaleza del segundo milenio a. C.Desde entonces la ciudad se convirtió en la principal residencia de los reyes armenios de la dinastía arsácida. Llegó a tener una población de unos 100 000 habitantes, que se dedicaban a toda clase de profesiones y artes, artesanías, comercio, pesca, etc.
Tras la caída del reino de Armenia en 428, Dvin se convirtió en la residencia de los marzbanes (gobernadores) nombrados por los sasánidsa, los curopalates bizantinos y, más tarde, los darughachis (gobernadores) nombrados por los omeyas| y abasídas. Bajo el dominio arsácida, Dvin prosperó como una de las ciudades más pobladas y ricas al este de Constantinopla. Su prosperidad continuó incluso después de la partición de Armenia entre romanos y sasánidas, cuando se convirtió en la capital provincial de la Armenia persa, y acabó convirtiéndose en un objetivo durante el apogeo de las primeras conquistas musulmanas. El palacio de Dvin contenía un templo del fuego zoroástrico.
Según Sebeos y el catolicós de Armenia Juan V el Historiador, Dvin fue capturado por los árabes en 640 durante el reinado de Constancio II y el catolicós Ezra. Durante la conquista árabe de Armenia, Dvin fue capturada y saqueada en 640, en las primeras incursiones. El 6 de enero de 642 los árabes asaltaron y tomaron la ciudad, causando muchas muertes.
Aunque Armenia fue un campo de batalla entre árabes y fuerzas bizantinas durante los dos siglos siguientes, en el siglo IX aún florecía. Los frecuentes terremotos y las continuas guerras provocaron el declive de la ciudad desde principios del siglo X. Durante un gran terremoto en 893, la ciudad fue destruida, junto con la mayoría de sus 70.000 habitantes.
El 13 de febrero del año 863, un terremoto dejó un saldo de varios miles de muertos.
Treinta años después, el 28 de diciembre del 893, un terremoto aún más devastador dejó un saldo de 70 000 muertos. (Véase Grandes terremotos de la antigüedad).

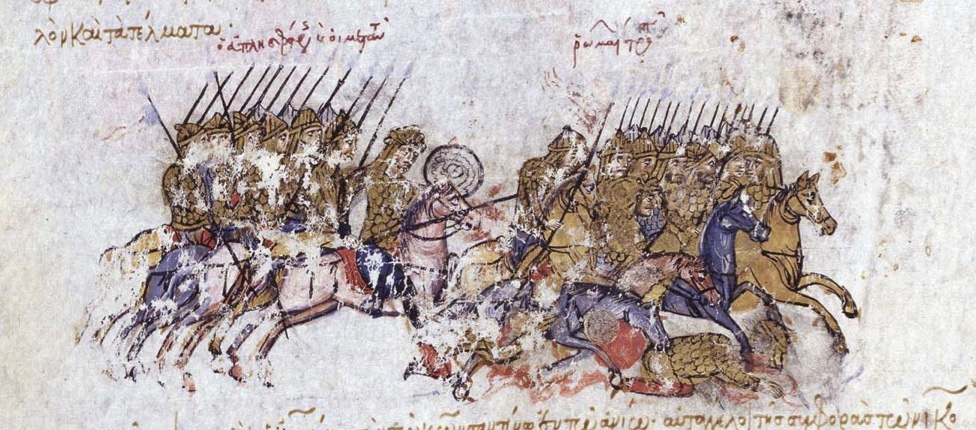
La derrota de los bizantinos en Dvin, miniatura del Skylitzes Matritensis.

Tras una devastadora incursión búyida en 1021, que saqueó la ciudad, Dvin fue capturada por los kurdos shaddádidas de Ganyá, y gobernada por Abu'l-Aswar, que la defendió con éxito de tres ataques bizantinos en la segunda mitad de la década de 1040. 
En 1064, los turcos selyúcidas ocuparon la ciudad. Los shaddádidas continuaron gobernando la ciudad como vasallos selyúcidas hasta que el rey georgiano Jorge III conquistó la ciudad en 1173. En 1201-1203, durante el reinado de reina Tamara, la ciudad volvió a estar bajo dominio georgiano. Fue capturada por Jalal ad-Din Mingburnu en 1225. El dominio del Imperio jorezmita duró hasta la batalla de Yassıçemen en 1230. Después de la batalla, los georgianos la recuperaron. En 1236, la ciudad fue conquistada y completamente destruida por los mongoles.
Dvin fue el lugar de nacimiento de Najm ad-Din Ayyub y Shirku, generales kurdos al servicio de los zanguíes del dinastía selyúcida.